# Li Xin (General)

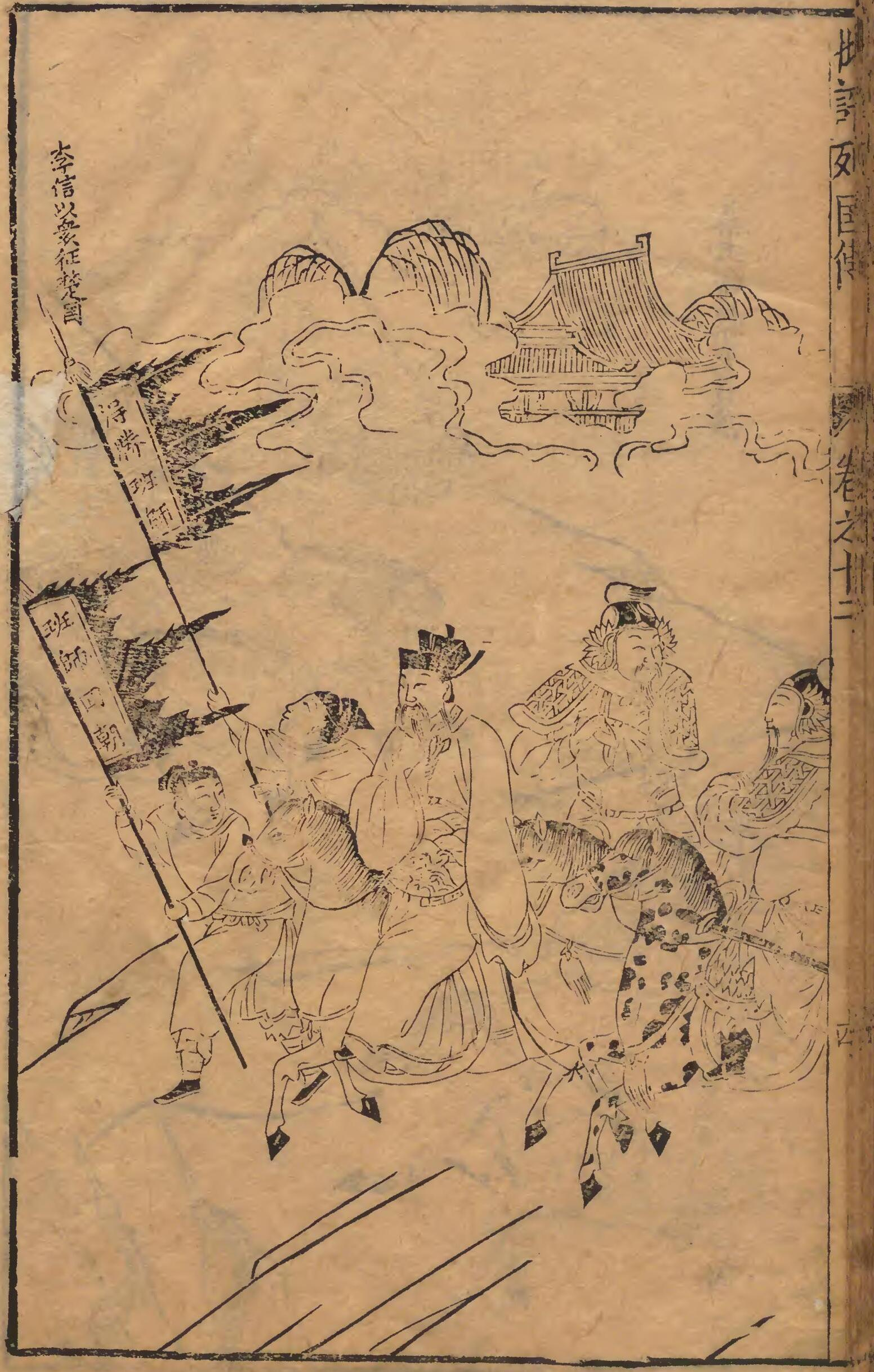
Li Xin

Li Xin (* 3. Jahrhundert v. Chr.) war ein chinesischer General, der vor allem als Kommandant des ersten Feldzugs gegen Chu bekannt ist, den er für seine Heimat Qin unternahm.

## Leben
Erste Erfolge als Befehlshaber feierte Li Xin bei einem Angriff auf den Staat Yan. Da er einer der jüngsten Generäle der Qin war, galt er schon damals als große Zukunftshoffnung des Militärs.
225 v. Chr. übertrug ihm sein König den Oberbefehl über den Feldzug gegen das Reich Chu. Noch im selben Jahr fielen daraufhin Li Xin und der Feldherr Meng Tian  an der Spitze einer Armee von 200.000 Mann in Chu ein. Nach ersten militärischen Erfolgen teilten sie das Heer auf und Li Xin stieß mit seinen Truppen tief ins Feindesland vor. Auf dem Marsch wurde er jedoch durch den General der Chu, Xiang Yan attackiert und erlitt eine schwere Niederlage. Seine Armee zerfiel und löste sich auf. Damit war der erste Feldzug gescheitert und die Qin um ihren Herrscher Qin Shihuangdi hatten ihre bisher größte Niederlage während des Einigungskriegs erlitten. Nur wenig später musste Li Xin daher von seinem Amt zurücktreten. Sein Nachfolger wurde Wang Jian, der Chu innerhalb weniger Monate vollständig eroberte.